# Stazione di Furbara
La stazione di Furbara era una stazione ferroviaria della ferrovia Tirrenica. Sorgeva nel comune di Cerveteri e prendeva il nome dalla frazione in cui si trova l'ex aeroporto militare di Furbara.

## Storia
La stazione venne attivata verso la fine dell'800 successivamente all'apertura della linea. Nel 1917, ricevette degli aggiornamenti per quanto riguarda il segnalamento e gli impianti di sicurezza. Nel 1939 venne attivata la gestione in DC della linea tra Roma Termini e Civitavecchia e la stazione assunse la funzione di Posto di Blocco. Venne interessata da lavori di ampliamento del fabbricato viaggiatori nel 1943, originariamente casa cantoniera.
Alla fine degli anni '70 l'impianto venne dotato di apparato ACEI per la gestione del piazzale e i suoi enti.
La stazione ha sempre avuto un forte legame col vicino aeroporto posto nelle immediate vicinanze. Con la perdita di importanza di quest'ultimo e il progressivo mutare del traffico ferroviario, venne soppressa tra il 2000 e il 2001 dato lo scarso traffico registrato dalle FS.

## Strutture e impianti
La stazione era collocata alla progressiva chilometrica 57+495 da Roma (anticamente 57+688), disponeva di un fabbricato viaggiatori a due piani, originariamente casello poi ampliato, ospitante la sede della dirigenza del movimento, la sala d'attesa, la biglietteria a sportello con annesso telegrafo. Disponeva inoltre di un fabbricato per i servizi igienici, di un altro fabbricato di servizio di maggiori dimensioni e di uno scalo merci composto dal magazzino, dal piano carico e scarico e due binari tronchi elettrificati, rimossi con la soppressione. Risultava annesso anche un passaggio a livello che collegava l'Aurelia con l'aeroporto militare, soppresso e sostituito con un sovrappasso pedonale. Disponeva, oltre ai due tronchini, dei due binari di corsa della linea serviti da banchine per l'espletamento del servizio viaggiatori, la seconda in particolare possedeva un avvisatore per la provenienza dei treni in arrivo o transito.
Risultava presente anche una piccolo fabbricato esterno per il ricovero dei viaggiatori dalle intemperie.

## Servizi
La stazione disponeva di:
- Biglietteria a sportello
- Sala d'attesa
- Servizi igienici

### Annotazioni
1. ↑  Sebbene non figuri più come località di servizio, l'ex stazione è riportata in Orario semplicemente come "km" tra i posti di blocco automatico P843 bis e P845.[8]